# متحف بيت واقف مصطفى زاده
متحف بيت واقف مصطفى زاده - يقع في حي تاريخي باكو - المدينة القديمة. و عاش في هذا البيت مؤسس موسيقى الجاز، الملحن البارز، وعازف جاز أذربيجاني وعازف البيانو واقف مصطفى زاده.

## تاريخه
تأسس المتحف الزكري في 28 يوليو، عام 1989. في عام 1994, كان فرع لمتحف دولة أذربيجان للثقافة الموسيقية. كانت مديرة المتحف زيفار اغاسف قيزي علييفا، بين عامين 1989-1997.
في عام 2005, تم افتتاح متحف بيته في ذكرى مرور خمسة وستين عام واقف مصطفى زاده.
فكرة لتأبيد ذكرى واقف هي مخصوص أمه زيفار علييفا. بعد وفاتها زيفار هانم، استمرت عملها ابنة عمّ
واقف - عافق، في عام 1997.
يقع المتحف البيت في المدينة القديمة, شاريع واقف مصطفى زاده,5
.

## تعاريضه
كرس المتحف إلى حياة ونشاط الملحن البارز، وعازف جاز وعازف البيانو السوفييتي أذربيجاني واقف مصطفى زاده (1940-1979).
هناك ثلاثة غراف يتكون المتحف من 1214 عنصرًا، بما في ذلك الصور الفوتوغرافية، والملصقات ووالأقراص والمستندات والممتلكات الشخصية المتعلقة بحياة واقف مصطفى زاده
في الزاوية اليسرى من المنزل ينتمي إلى زيفار هانم، بيانو أول، واقف وابنته عزيزة.
في عام 2004, تم تجديد المتحف على اموال شخصية عافق علييفا. في عام 2005, شارك رئيس جمهورية أذربيجان إلهام علييف في حفل افتتاح المتحف بعد الإصلاح.

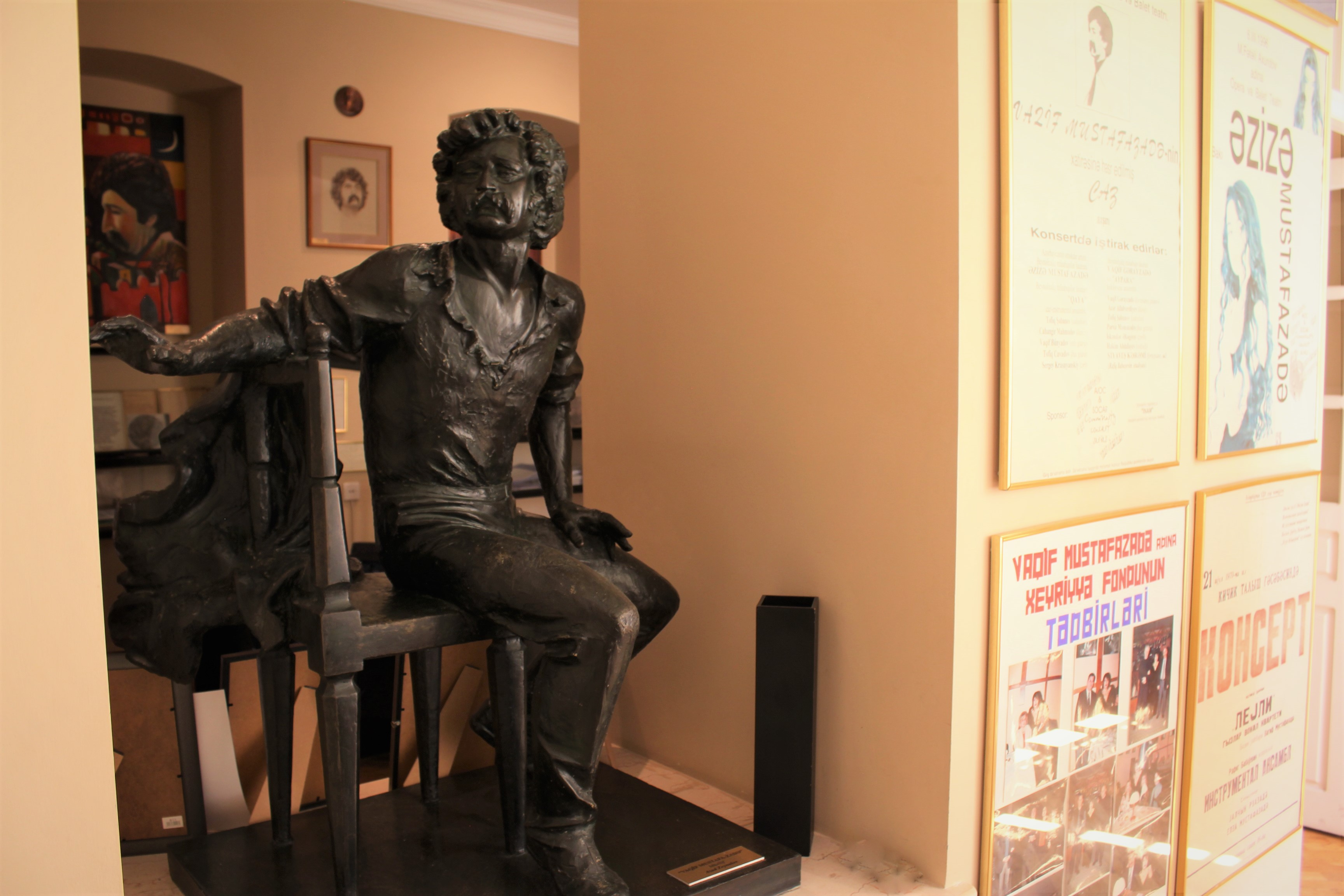
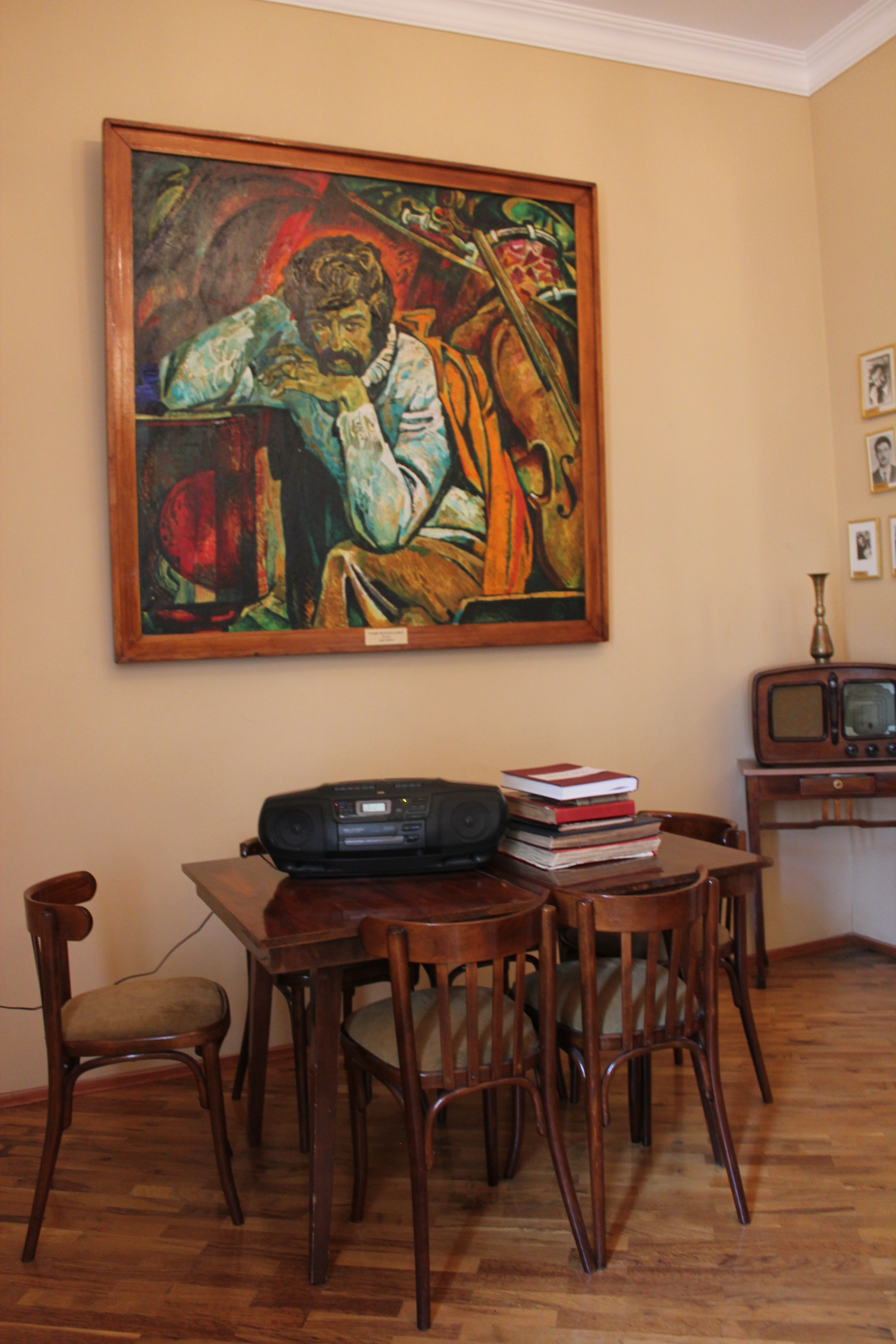
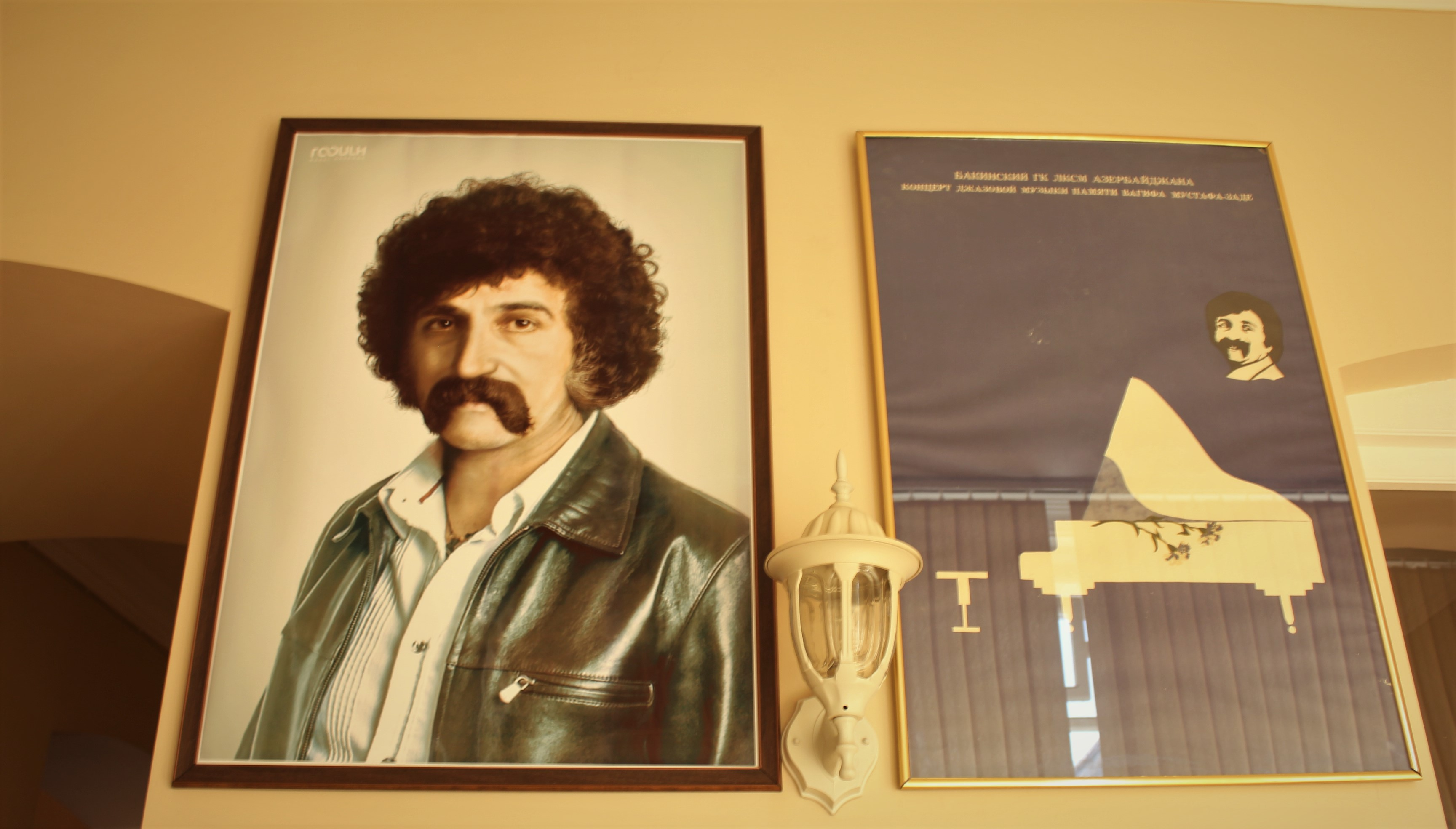
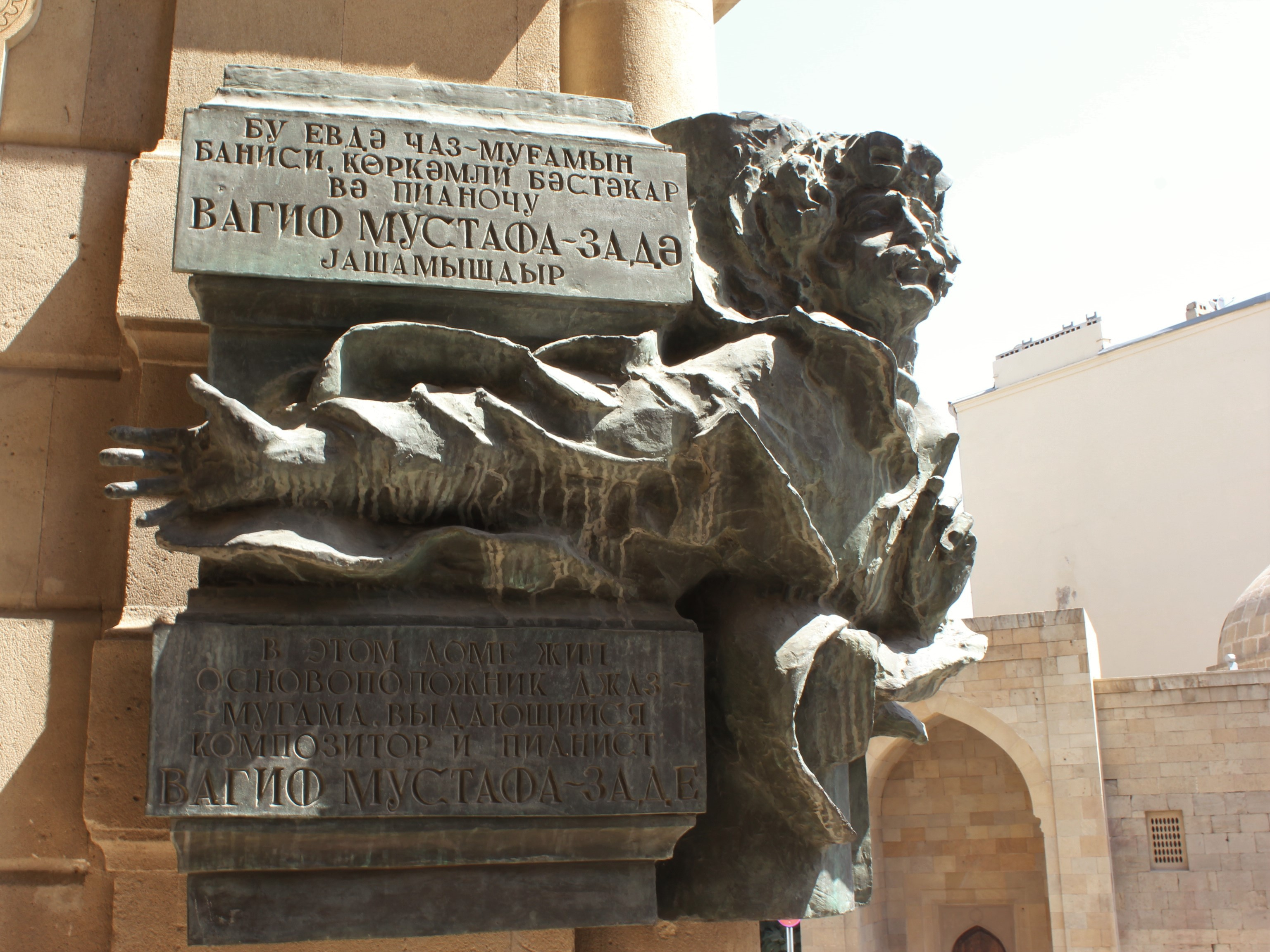
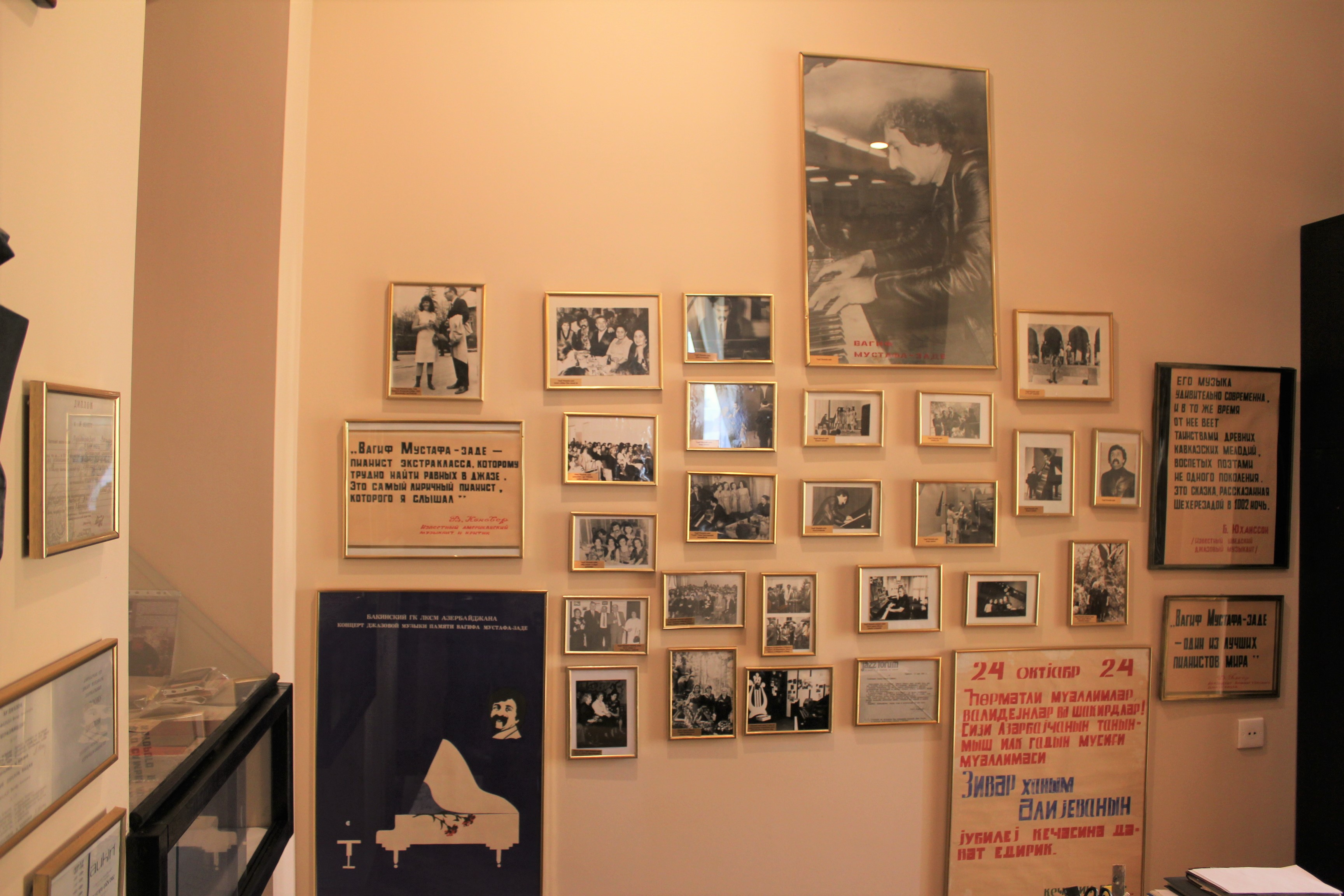
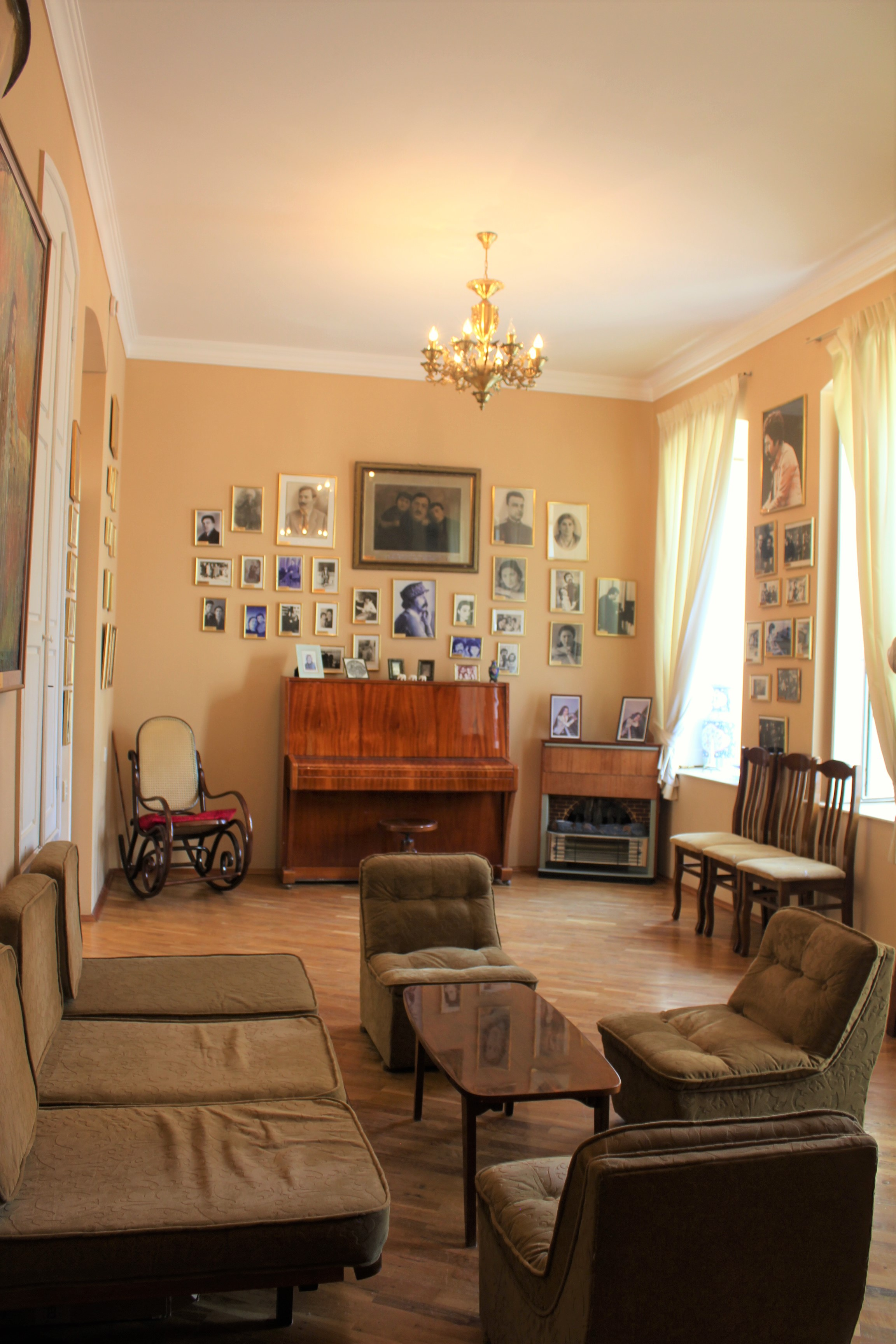
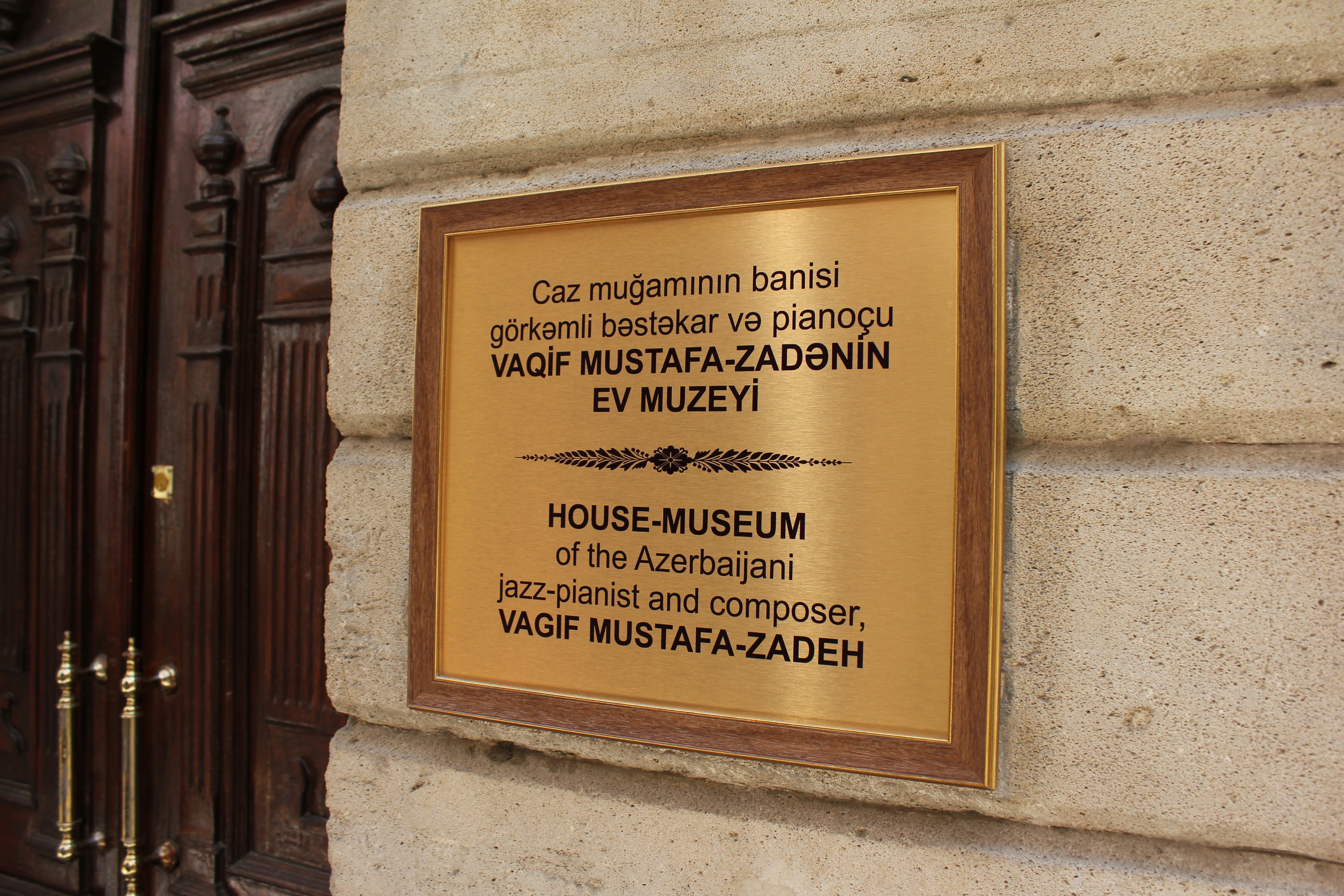
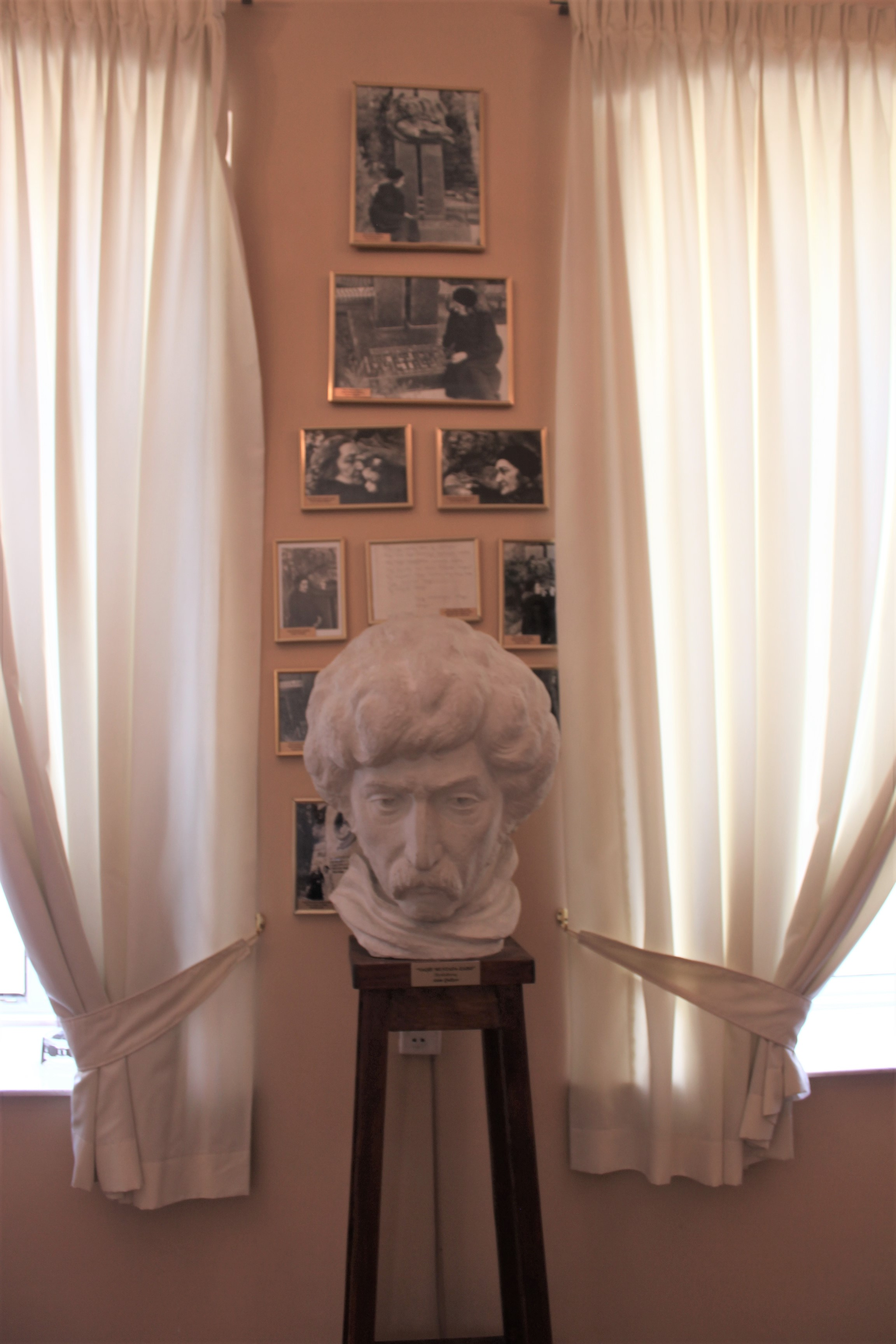

## وصلات الخرجية
- https://www.youtube.com/watch?v=lDztsmuXxFU